# Lazítópálya

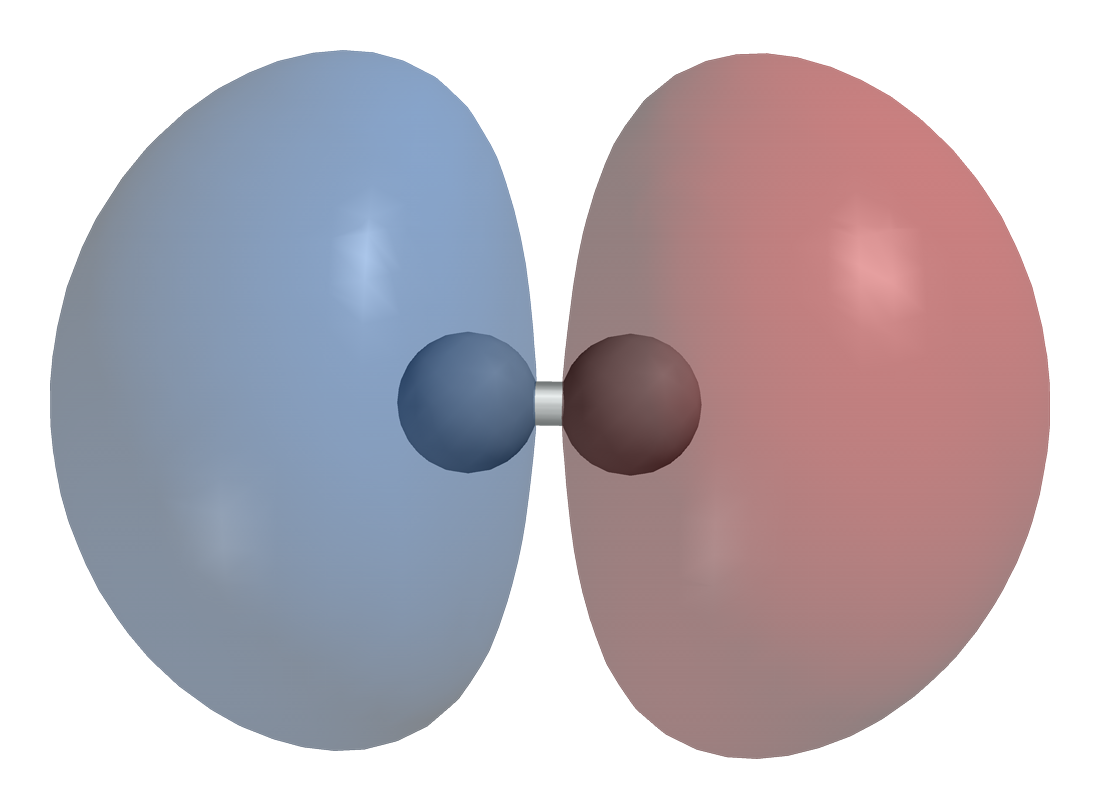
A H_{2} 1sσ* lazító molekulapályája

A kémiai kötéselméletben a lazítópálya olyan molekulapálya (MO), amely gyengíti a két atom közötti kötést, és a különálló atomokhoz képest növeli a molekula energiáját. Az ilyen pályáknak az atommagok közötti, a kötéshez tartozó térben egy vagy több csomófelületük van. A pályák elektronsűrűsége a kötési régión kívül koncentrálódik, és az egyik magot elhúzni igyekszik a másiktól, a két atom között taszítóerőt fejtve ki. Ez pont az ellenkezője a kémiai kötést kialakító kötő molekulapályák esetének, melyek energiája a különálló atomokénál kisebb.

## Kétatomos molekulák
A lazító molekulapályák rendszerint magasabb energiaszinten helyezkednek el, mint a kötő molekulapályák. Kötő és lazító molekulapályák akkor keletkeznek, amikor az atomok molekulát képeznek. Amikor két hidrogénatom egymástól messze helyezkedik el, atomi elektronpályáik egymással azonosak. Ahogy azonban a két atom közötti távolság csökken, az elektronok hullámfüggvényei elkezdenek átfedni egymással. A Pauli-féle kizárási elv nem engedi, hogy egy molekulán belül két elektron minden kvantumszáma megegyezzen, ezért a két különálló atom eredeti (például az alapállapotnak megfelelő 1s) atomi pályái az atompárhoz tartozó két molekulapályára hasadnak. A molekulapályák közül az egyik energiája kisebb, a másiké nagyobb, mint az eredeti atompálya energiája. A különálló atoménál kisebb energiájú pálya a kötőpálya, a két molekulapálya közül ez a stabilabb és ez segíti a két H atom H2 molekulává történő kapcsolódását. A nagyobb energiájú pálya a lazítópálya, ez kevésbé stabil, és betöltött állapotában a kötést gyengíti. Normális esetben az olyan molekulákban, mint a H2, a két elektron a kisebb energiájú pályán (a kötőpályán) helyezkedik el, így a molekula stabilabb, mint a két különálló H atom.

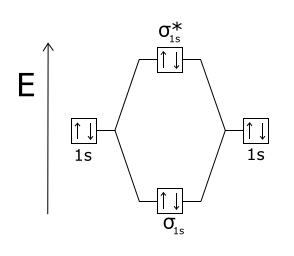
A He_{2} elektronkonfigurációja. A négy elektron közül kettő a kisebb energiájú kötő, kettő az atompályáknál magasabb energiaszintű lazító molekulapályán helyezkedik el

Egy molekulapálya akkor válik nemkötővé, amikor a két atommag között az elektronsűrűség kisebb annál, mint amekkora a két atompálya kölcsönhatása nélkül lenne.  A lazítópályákat a molekulapálya-diagramokon rendszerint csillaggal (*) jelölik. 
A homonukleáris kétatomos molekulákban a  σ* (szigma csillag) lazítópályáknak – a szigma-kötéshez hasonlóan – nincs csomósíkjuk a két atommag síkjában, míg a π* (pi csillag) pályáknak – a pi-kötéssel egyező módon – van egy, a két atommagon átmenő csomósíkja is. A Pauli-elv megköveteli, hogy egy kölcsönható rendszerben se legyen két olyan elektron, amelynek azonos a kvantumállapota. Ha a kötőpályák be vannak töltve, akkor minden további elektron a lazítópályákat foglalja el. Ez történik a He2 molekulában, melyben mind az 1sσ, mind az 1sσ* pályák be vannak töltve. Mivel a lazítópálya jobban gyengíti a kötést, mint amennyire a kötőpálya erősíti, a molekula energiája nagyobb, mint a két külön héliumatomé, ezért a molekula nem stabil.

## Többatomos molekulák

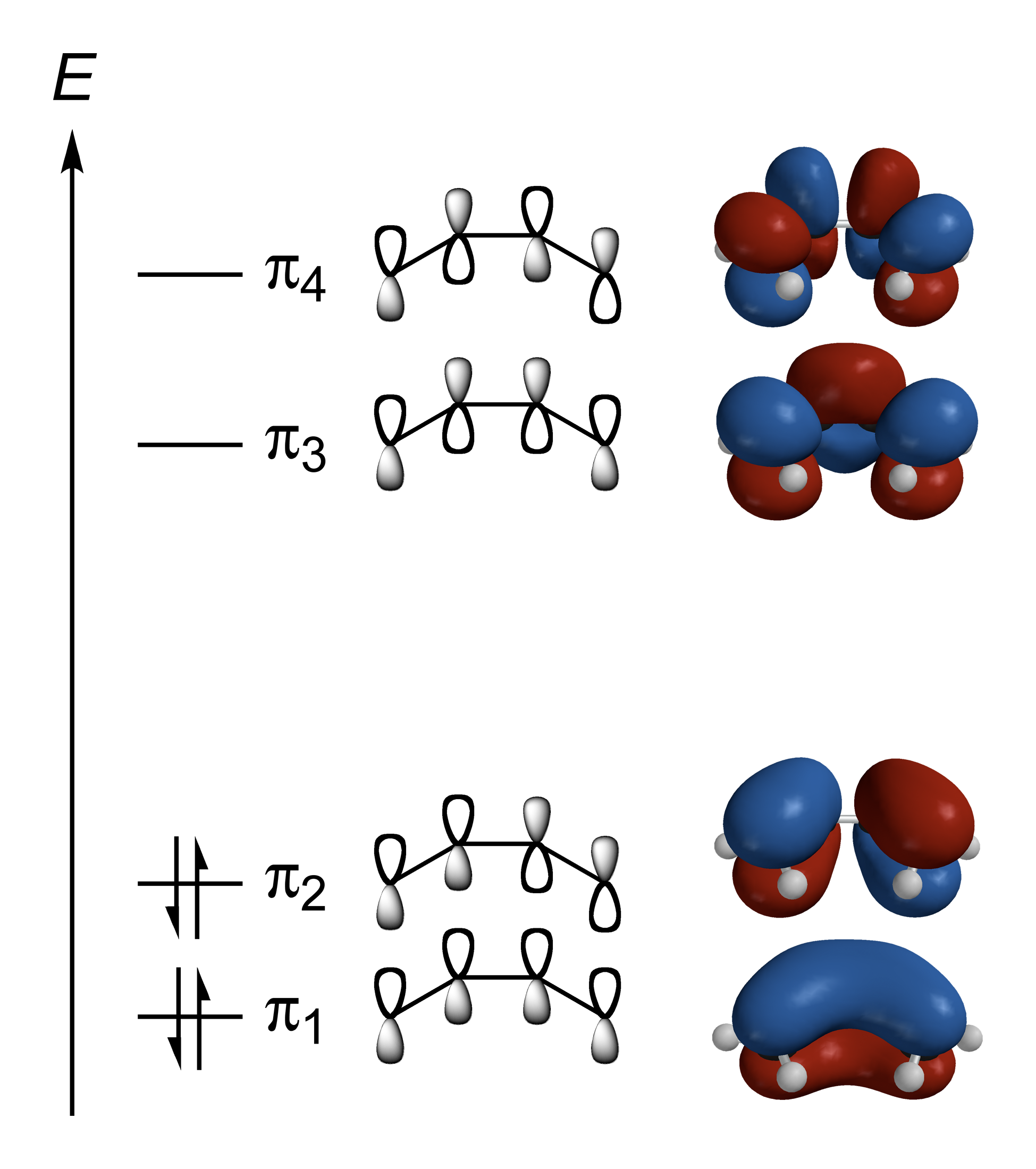
A butadién pi-molekulapályái. A két szín a hullámfüggvény eltérő előjelét jelöli

A több atomból álló molekulákban a pályák egy része kettőnél több atomon delokalizálódhat. Egy adott molekulapálya bizonyos szomszédos atomokra nézve lehet kötőpálya, ugyanakkor más atompárok tekintetében lazítópálya is lehet. Ha összességében több a kötő, mint a lazító kölcsönhatás, akkor az MO-t kötőpályának, ha pedig több a lazító, mint a kötő kölcsönhatás, akkor lazítópályának nevezzük.
A butadiénben például mind a négy szénatomra kiterjedő pi-pályák találhatók. Két, alapállapotban betöltött kötő pi-pálya létezik: a π1 mindegyik szénatom között kötőpálya, míg a π2 kötőpálya a C1 és C2, valamint a C3 és C4 között, ugyanakkor lazítópálya a C2 és C3 között. Vannak lazító pi-pályák is, két és három lazító kölcsönhatással, ahogy a diagram is mutatja, ezek alapállapotban üresek, de gerjesztett állapotban betöltődhetnek.
Hasonlóképpen a hat szénatomos benzolban három kötő és három lazító pi-pálya található.
Mivel minden szénatom egy elektronnal járul hozzá a pi-rendszerhez, a hat pi-elektron a három legalacsonyabb energiájú pi-pályán (kötőpályán) helyezkedik el.
A lazítópályák a kémiai reakciók molekulapálya-elmélet keretein belül történő értelmezésében is fontos szerepet játszanak. Roald Hoffmann és Fukui Kenicsi 1981-ben megosztva kémiai Nobel-díjat kaptak a kémiai reakciók molekulapálya-elméleti leírása terén végzett munkásságukért.

## Fordítás
- Ez a szócikk részben vagy egészben  az   Antibonding molecular orbital című angol Wikipédia-szócikk ezen változatának fordításán alapul.  Az eredeti cikk szerkesztőit annak laptörténete sorolja fel. Ez a jelzés csupán a megfogalmazás eredetét és a szerzői jogokat jelzi, nem szolgál a cikkben szereplő információk forrásmegjelöléseként.